# Vendée-Arctique-Les Sables-d'Olonne 2022
Navigation
Édition 2020
La Vendée-Arctique-Les Sables-d'Olonne 2022 est la deuxième édition d'une course au large en solitaire, sans escale et sans assistance, disputée à bord de voiliers monocoques de la classe IMOCA. L'épreuve est organisée par la SAEM Vendée. Le départ pour les vingt-cinq concurrents est donné le 12 juin à 17 heures en baie des Sables-d'Olonne. C'est la première des cinq courses qualificatives pour le Vendée Globe 2024-2025.
Le parcours initial prévoit 3 500 milles, avec un contournement de l'Islande et une arrivée aux Sables-d'Olonne. Une dégradation imprévue de la météo conduit les organisateurs à mettre fin à la course à l'est de l'Islande, ramenant le parcours théorique à 1 250 milles.
L'épreuve est remportée le 17 juin 2022, à 2 h 20 min 26 s, par Charlie Dalin, à la barre d'Apivia. Il a effectué le parcours en 4 jours, 9 heures, 20 minutes et 26 secondes, couvrant 1 660,2 milles à une moyenne sur le fond de 15,8 nœuds. Jérémie Beyou, à la barre de Charal, termine deuxième, à 3 h 43 min 42 s de Dalin. Thomas Ruyant, sur Linked Out, termine troisième, à 7 h 13 min 20 s de Dalin.
Derrière ces trois foilers de la génération 2018-2019, la surprise vient de la performance de deux débutants en IMOCA, à la barre de bateaux anciens à dérives droites : Benjamin Ferré (Monnoyeur-Duo for a job, quatrième) et Guirec Soudée (Freelance.com, sixième).